# Angolasaurus bocagei
Angolasaurus ("lagarto de Angola" en griego) es un género extinto de mosasáurido encontrado en estratos correspondientes al Cretácico Superior (Turoniense) en Angola y fue descrito por Miguel Telles Antunes en 1964.

## Descripción
Angolasaurus fue un lagarto de tamaño mediano, midiendo hasta 5 metros de longitud. Poseía un cráneo relativamente alargado, equipado con grandes dientes curvados. Es conocido por algunos fósiles que incluyen dos cráneos, parte del esqueleto postcraneal y la patas delanteras, el fósil esta casi completo. Su apariencia recuerda a su pariente Platecarpus, cuyo parentesco ha sido desde hace un tiempo materia de controversia de su clasificación taxonómica. Angolasaurus tenía algunas características inusuales en el cráneo, incluyendo un hueso frontal particularmente estrecho y un hueso epipterigoide muy resistente.